# Teófilo Ferreira
Teófilo Laborne Ferreira (Belo Horizonte, 2 de junho de 1973) é um nadador brasileiro, que participou de uma edição dos Jogos Olímpicos pelo Brasil.
Atualmente chefia o departamento de natação do Minas Tênis Clube, com um projeto para os Jogos Olímpicos do Rio de Janeiro.

## Trajetória esportiva
Teófilo começou a nadar em 1980, por determinação da mãe, na escolinha do Minas Tênis Clube. Um cisto ósseo no fêmur o fez parar de nadar mas, no processo de recuperação, a natação o ajudou a superar as três cirurgias sofridas. Uma lesão no ombro tirou-o da sua especialidade, o nado costas e passou a se dedicar ao nado livre.
Teófilo esteve nos Jogos Pan-Americanos de 1991 em Havana, onde foi medalha de ouro no revezamento 4x100 metros livre, e medalha de prata no 4x200 metros livre.
Nos Jogos Olímpicos de 1992 em Barcelona, Teófilo foi à final do revezamento 4x200 metros livre, ficando em sétimo lugar. Também participou dos 50 metros livre, mas não chegou à final.
Em 1993 obteve dois recordes mundiais em piscina curta: no dia 7 de julho, o time do Brasil, composto por Fernando Scherer, Teófilo Ferreira, José Carlos Souza e Gustavo Borges bateu o recorde mundial do revezamento 4x100 metros livre, com o tempo de 3m13s97, que pertencia a Suécia desde 19 de março de 1989: 3m14s00; em 5 de dezembro, o Brasil bateu novamente o recorde da prova, com a mesma equipe, e a marca de 3min12s11. Esta marca foi obtida no Campeonato Mundial de Natação em Piscina Curta de 1993, onde Teófilo ganhou a medalha de ouro nos 4x100 metros livre, e a medalha de bronze nos 4x200 metros livre.
No Campeonato Mundial de Esportes Aquáticos de 1994 realizado em setembro em Roma, na Itália, o brasileiro obteve a medalha de bronze no revezamento brasileiro dos 4x100 metros livre. Também ficou me 27º lugar nos 200 metros livre. 
Teófilo participou dos Jogos Pan-Americanos de 1995 em Mar del Plata, onde foi medalha de prata no revezamento 4x200 metros livre.
No Campeonato Mundial de Natação em Piscina Curta de 1995 realizado no Rio de Janeiro, ganhou a medalha de bronze nos 4x200 metros livre.
Encerrou a carreira em 1997 e passou a trabalhar nos negócios da família; por seis anos ficou fora do esporte, mas voltou a treinar em 2003, em busca do índice olímpico para 2004, que não conseguiu.